# Belooziorski
Belooziorski (en russe : Белоозёрский) est une ville de l'okroug urbain de Voskressensk de l'oblast de Moscou, en Russie. Sa population s'élevait à 13 571 habitants en 2023.   

## Géographie
Belooziorski est située dans l'oblast de Moscou, un sujet de Russie européenne qui fait partie du district fédéral central. La localité se trouve dans l'okroug urbain de Voskressensk, une des okrougs urbains de l'oblast.
Belooziorski, comme tout l'oblast de Moscou, est située dans le fuseau horaire MSK (heure de Moscou). Le décalage horaire appliqué par rapport au temps universel coordonné est +03:00.

## Démographie
Recensements (*) et estimations de la population,:
| 2002*  | 2010*  | 2021*  | 2023   |
| ------ | ------ | ------ | ------ |
| 14 494 | 17 842 | 13 737 | 13 571 |

## Transports
La ville est desservie par le petit périphérique de Moscou (route fédérale A107).